# 口腔底癌
口腔底癌（こうくうていがん、口底癌）とは、口腔癌の一つで、口腔底に発生する腫瘍の総称。口腔癌全体の10%～28%を占める。

## 概念
口腔底癌は口腔底に発生する腫瘍で、口腔癌の中で比較的発生頻度が高い腫瘍である。通常、目に見える範囲であるため、早期発見は容易であるが、自覚症状がない場合、放置され、腫瘍が進行してから医療機関を受診することもある。

## 疫学
1930年代は男女比が13:1と女性は少なかったが、2010年には男女比は約4:1とされ、女性患者の割合が増加している。これについて、女性の飲酒、喫煙の増加が原因として示唆されている。
舌下小丘付近に好発する。

## 症状
口腔底部の潰瘍と硬結を伴う腫瘤を形成する。
舌癌とならびリンパ節転移が早期より発生しやすく、約半数の患者が初診時に既にリンパ節へと転移している。

## 検査
腫瘍部位の病理検査のほか、原発部位や転移部位の画像診断として、CT、MRI、PET、US、胸部X線、Gaシンチグラフィ、骨シンチグラフィ、上部消化管内視鏡検査、消化管造影検査等が行われる。

## 治療
外科的療法、放射線療法、化学療法の治療法が、単独または組み合わせで行われる。また、初期のものを除き、外科的療法を選択した場合には再建術が行われる。
この他、リンパ節転移に対しては頸部郭清術が行われる。
治療後は、摂食・嚥下・発語等の機能が低下するため、医師、歯科医師、言語聴覚士、歯科衛生士、看護師らにより、リハビリテーションが行われる。

## 診療科
主に担当する診療科としては歯科口腔外科や耳鼻咽喉科、癌センターなどでは頭頸部外科がある。この他、再建が必要な場合は形成外科が、放射線治療では放射線科が、化学療法では担当診療科（化学療法科など）が関わる。また言語聴覚士をはじめとするリハビリテーション部門も関与する。

## 予後
5年生存率は70～80%と言われる。